# Henry Odonya
Henry Juma Odonya (ur. 10 grudnia 1976 w Nairobi) – kenijski duchowny katolicki, biskup Kitale od 2023.

## Życiorys
Święcenia kapłańskie otrzymał 25 lutego 2006 i został inkardynowany do diecezji Eldoret. Pracował głównie jako duszpasterz parafialny (w latach 2011–2016 na terenie diecezji Kitale), był też m.in. szefem stowarzyszenia kenijskich misjonarzy fidei donum oraz wychowawcą w domu formacyjnym Stowarzyszenia św. Patryka dla Misji Zagranicznych.
4 listopada 2022 papież Franciszek mianował go ordynariuszem diecezji Kitale. Sakry udzielił mu 21 stycznia 2023 nuncjusz apostolski w Kenii – arcybiskup Hubertus van Megen.